# 다마스쿠스국
다마스쿠스국(프랑스어: État de Damas, 아랍어: دولة دمشق)은 산레모 회의에서 나온 시리아에 대한 프랑스의 위임통치와 더불어 시리아의 파이살 국왕의 왕가가 오래가지 못하고 무너지자 프랑스 장군 앙리 구로가 설립한 여섯 개의 국가들 중 하나이다.
다마스쿠스국은 프랑스 위임통치령 시리아 내에 위치하였다.시리아 지방에 위치해 있던 또다른 국가들로는 알레포국(1920년), 알라위국(1920년), 자발 드루즈국(1921년), 알렉산드레타군(1921년), 그리고 오늘날 레바논이 되는 대레바논(1920년)이 있었다.

## 설립
다마스쿠스국은 1920년 9월 3일에 프랑스 장군인 앙리 구로가 선언했다. 그리고 수도를 다마스쿠스로 삼았다. 새 국가의 초대 지도자는 하키 알-아즘이 선발되었다. 그리고 다마스쿠스국은 다마스쿠스와 그 주변의 지역, 그와 더불어 홈스, 하마와 같은 도시와 오론테스강 계곡도 포함했다.

## 시리아의 연방화와 시리아국
1922년 6월 22일 구로 장군은 다마스쿠스국과 알레포국, 알라위국을 포함한 시리아 연방을 발표했다. 하지만 그 후 1924년에 알라위국은 연방에서 다시 분리되었다. 그리고 시리아 연방은 1924년 12월 1일 시리아국이 되었다.

## 인구 분포
| 1921년-1922년 프랑스가 실시한 인구 조사에 따른 다마스쿠스국의 대략적인 인구 분포 |         |       |
| 종교                                                                             | 주민    | 비율  |
| 수니파                                                                           | 447,000 | 75.1% |
| 이스마일파                                                                       | 8,000   | 1.3%  |
| 알라위트파                                                                       | 5,000   | 0.8%  |
| 드루즈인                                                                         | 4,000   | 0.7%  |
| 무타왈리                                                                         | 9,000   | 1.5%  |
| 기독교인                                                                         | 67,000  | 11.3% |
| 유대인                                                                           | 6,000   | 1.1%  |
| 외국인                                                                           | 49,000  | 8.2%  |
| 총합                                                                             | 595,000 | 100%  |

## 같이 보기
- 알라위국
- 자발 드루즈국
- 알레산드레타/하타이
- 프랑스 식민 제국